# Clarensac
Clarensac ist eine französische Gemeinde mit 4257 Einwohnern (Stand 1. Januar 2022) im Département Gard der Region Okzitanien.

## Geografie
Clarensac liegt neun Kilometer südwestlich von Nîmes.

## Etymologie
843, zur Zeit des Fränkischen Reichs, hieß der Ort Clarentiacum. 1027 wurde Clarensac als Clarensiago erwähnt. 1104 erhielt es seinen heutigen Namen.

## Geschichte
842 übergab der Gouverneur von Septimanien Clarensac an die Abbaye de Psalmodie bei Aigues-Mortes. Wenig später gehörte es den Grafen von Toulouse. Später übergaben diese ihre Ländereien an die Grafen von Nîmes und andere kleinere Herrscher. 1075 hieß der Herr des Dorfes Guillaume de Clarensac, 1159 Girard de Clarensac. Ein späterer Dorfherr, Guiraud de Clarensac, wurde 1248 zum Ritter geschlagen. 1296 wurde Pons de Clarensac zum Konsul von Nîmes. Zu dieser Zeit hatte das Dorf drei Kirchen: Saint-André, Saint-Étienne-d’Alvernes und Saint-Romans. Auf der Bulle von Papst Urban IV. von Dezember 1156 sind die Kirchen nicht als Eigentum des Kapitels Nîmes dargestellt. 1264 verkaufte der Herr von Uzès für eine Jahresrente von zweitausend Pfund einige Gemeinden an den König, darunter auch Clarensac. Es ist zu vermuten, dass Ludwig IX. 1248 und 1270 mit seinen Kreuzfahrten auf dem Weg nach Aigues-Mortes Clarensac durchquerte. Tatsächlich fand ein Bauer vor einiger Zeit Überreste menschlicher Knochen und ein dreißig Zentimeter langes Kreuz. Zur Zeit Ludwigs war Clarensac ein befestigtes Dorf mit einer Mauer, Türmen und einer Burg. Der nördliche Zugang, von dem heute noch Überreste existieren, wurde von einem Turm bewacht, der heute den Uhrturm darstellt. Das südliche Tor wurde von einem Turm mit dem Namen „de Cazagne“ bewacht. Guillaume de Nogaret, der den französischen König gegen Papst Bonifatius VIII. unterstützte, erhielt 1304 zur Belohnung die Herrschaft über die Gemeinden, die zuvor an das Königshaus abgetreten worden waren. Dazu gehörte auch Clarensac. Zwar wurde das Dorf vom Hundertjährigen Krieg verschont, doch wurde es immer wieder von Soldaten und Tuchinern überfallen. Dazu kamen die Pest, eine Hungersnot und ein Erdbeben im Jahr 1348, die für einen starken Bevölkerungsrückgang sorgten. Die Bewohner des Dorfes traten später zum Protestantismus über. Nach dem Sieg der Katholiken wurden hundert Protestanten getötet, hundert weitere wurden verhaftet. 1567 kehrte außerdem die Pest zurück. Während der Französischen Revolution, am 12. August 1789, gründete sich in Clarensac eine Bürgerwehr. 1830 wurde eine evangelische Kirche gebaut. Im 19. Jahrhundert war die Gemeinde landwirtschaftlich geprägt, vor allem von Wein- und Olivenanbau. Gegen Ende des Jahrhunderts zwang das Auftreten der Reblaus viele Menschen, nach Nîmes fortzuziehen oder in den Minen von La Grand-Combe zu arbeiten. 1907 nahmen viele Winzer an der Winzerrebellion in Nîmes und Montpellier teil. 1910 wurde Clarensac an die Stromversorgung angeschlossen, 1925 wurde die örtliche Winzergenossenschaft gebaut, eine weitere folgte 1937.

## Kultur und Sehenswürdigkeiten
- Uhrturm (ehemaliger Wachturm)
- Fontaine du Griffe (Brunnen)
- Türme und alte Stadtmauern, alter Dorfkern
- Côte de Clarensac (Hang von Clarensac), höchster Punkt der Vaunage[2]

## Bevölkerungsentwicklung
| Jahr      | 1962 | 1968 | 1975 | 1982 | 1990 | 1999 | 2008 | 2017 |
| Einwohner | 448  | 532  | 727  | 1597 | 2208 | 2654 | 3628 | 4263 |